# Фудбалски савез Пољске
Фудбалски савез Пољске (пољ. Polski Związek Piłki Nożnej; PZPN) је главна фудбалска организација у Пољској.
Фудбалски савез основан је 1919. године. Члан је Светске фудбалске федерације ФИФА од 1923, а Европске фудбалске уније УЕФА од 1955. године. Најстарији клубови су Краковија (1906), Висла Краков (1906), и Заглебје Сосновјец (1906).
Национална лига одржава се од 1921. године. Први шампион била је Краковија. Најуспешнији клубови су Горњик Забже (14) и Рух Хожов (14). Куп Пољске организује се од 1926. године. Највише трофеја освојила је Легија Варшава.
Прва међународна утакмица одиграна је 18. децембра 1921. године у Будимпешти, Мађарска-Пољска 1:0. Боја дресова репрезентације је црвена и бела.
Осам пута је учествовала на светским првенствима (1938., 1974., 1978., 1982., 1986., 2002., 2006., 2018) и три на европским (2008, 2012, 2016).
Пољска је заједно са Украјином била домаћин Европског првенства у фудбалу 2012.